# テオドール・オイスタッハ (プファルツ＝ズルツバッハ公)
テオドール・オイスタッハ（Theodor Eustach, 1659年2月14日 - 1732年7月11日）は、プファルツ＝ズルツバッハ公。クリスティアン・アウグストとナッサウ＝ジーゲン伯ヨハン7世の娘アマーリエの子。

## 生涯
後継者は初め長男のヨーゼフ・カールに決まっていた。1716年に又従弟に当たるプファルツ選帝侯カール3世フィリップの後継者にも決まり、カール3世フィリップの娘エリーザベト・アウグステ・ゾフィーと結婚したが、1728年にエリーザベトが、翌1729年にヨーゼフ・カールも急死したため、次男のヨハン・クリスティアンを後継者に指名した。
1732年にテオドール・オイスタッハ、1733年にヨハン・クリスティアン、1743年にカール3世フィリップがそれぞれ亡くなり、ズルツバッハ公とプファルツ選帝侯はヨハン・クリスティアンの子カール・テオドールが継承した。カール・テオドールはヨーゼフ・カールとエリーザベトの娘エリーザベト・アウグステと結婚している。

## 子女
1692年、ヘッセン＝ローテンブルク方伯ヴィルヘルム1世の娘エレオノーレ・マリー・アマーリアと結婚した。
- アマーリア・アウグスタ・マリア・アンナ（1693年 - 1762年） - 修道女
- ヨーゼフ・カール（1694年 - 1729年）
- フランツィスカ・クリスティーネ（1696年 - 1776年）
- エルネスティーネ・エリーザベト・ヨハンナ（1697年 - 1775年） - ヘッセン＝ヴァンフリート＝ラインフェルス方伯ヴィルヘルム2世と結婚。
- ヨハン・ヴィルヘルム・フィリップ（1698年 - 1699年）
- ヨハン・クリスティアン（1700年 - 1733年） - プファルツ＝ズルツバッハ公。プファルツ選帝侯、後にバイエルン選帝侯となるカール・テオドールの父。
- エリーザベト・エレオノーレ・アウグスタ（1702年 - 1704年）
- アンナ・クリスティーネ・ルイーゼ（1704年 - 1723年）- 後のサルデーニャ王カルロ・エマヌエーレ3世と結婚。
- ヨハン・ヴィルヘルム・アウグスト（1706年 - 1708年）